# Dictator. L'ombra di Cesare
Dictator: L'ombra di Cesare è un romanzo storico di Andrea Frediani, ed è il primo capitolo di una trilogia che ha come protagonista il più grande condottiero di Roma antica, Giulio Cesare.

## Trama
Il romanzo inizia la sua narrazione nell'88 a.C., Gaio Giulio Cesare è poco più che un bambino quando, incontra per la prima volta Tito Labieno. I due si salvano la vita a vicenda, suggellando così un'amicizia destinata a durare nel tempo. Anche quando la carriera militare del grande condottiero prende avvio, dapprima in Spagna poi in Gallia, Labieno è al suo fianco, come principale comandante subalterno. Insieme, i due firmano strategie e compiono gesta straordinarie, agiscono in totale sintonia e sono, di fatto, invincibili. Ma mentre la Gallia, anno dopo anno, finisce sotto il tallone di Roma, nell'Urbe cresce la fazione anticesariana, che opera per separare i due indissolubili amici. Anche nello stesso esercito di Cesare c'è chi agisce per screditare Labieno e prenderne il posto; perfino il figlio di quest'ultimo, l'instabile Quinto, fa pressione sul padre perché acquisisca gloria per sé e non più solo per Cesare. mentre il suo destino si intreccia con le vite di due germani, Ortwin, fedele guardia del corpo di Cesare, e Veleda, ragazza di sangue reale finita nelle mani dei romani. Quando il futuro dittatore si dimostra pronto a tutto per difendere quelli che ritiene i propri diritti, Labieno sarà costretto a decidere da quale parte stare.

## Edizioni
- Andrea Frediani, Dictator. L'ombra di Cesare, Newton Compton Editori, 4 marzo 2010,  p. 327, ISBN 978-88-541-1745-7.